# Alton Barnes
Alton Barnes – wieś w Anglii, w Wiltshire, w dystrykcie (unitary authority) Wiltshire, w civil parish Alton. Leży 25,3 km od miasta Trowbridge, 32,1 km od miasta Salisbury i 123,5 km od Londynu. W 1931 roku civil parish liczyła 122 mieszkańców. Alton Barnes jest wspomniana w Domesday Book (1086 r.) jako Aultone.